# Flying Ship Studio
株式会社Flying Ship Studio（フライングシップスタジオ）は、日本のアニメ制作会社。
2012年7月に合同会社NEFT FILMとして創業。2016年11月1日付で現在の商号へ変更するとともに、アニメーションプロデュース事業を合同会社UWAN Picturesへ分社化している。

## 作品履歴
2012年
- CM『ダスキン』 (クレイアニメーション制作)
- PV『なめこのうた』(監督・演出・絵コンテ・CGモデリング・アニメーション・コンポジット・クレイアニメーション・2Dアニメーション)
- TVアニメ『キングダム』（3DCGパート）

2013年
- TVアニメ『がんばれ!ルルロロ 第1シリーズ』（演出・アニメーションパート）
- TVアニメ『翠星のガルガンティア』（3DCGパート）
- TVアニメ『島耕作のアジア立志伝』（アニメーションパート）
- 劇場アニメ『どーにゃつ』(アニメーション・コンポジット)
- TVアニメ『うっかりペネロペ 第3シリーズ』（CGディレクター　各話アニマティクス・アニメーション・コンポジット）
- PV『ドラゴンエクリプス』（制作）

2014年
- 映画『さまよう小指』（OP演出・アニメーションパート）
- WEBアニメ『ポレットのイス』（CG制作協力）
- ゲーム『ポコロンダンジョンズ』(OP演出・制作・モデリング・アニメーション・エフェクト・コンポジット)
- CM『サマージャンボ宝くじ2014 (TOKYO MX版)』（企画・演出・モデリング・アニメーション・コンポジット）
- ゲーム『STARHORSE3 SeasonⅢ CHASE THE WIND 』(モデリング・アニメーション・エフェクト・コンポジット)
- TVアニメ『がんばれ！ルルロロ 第2シリーズ』（各話演出・アニメーション・コンポジット）
- WEB『EOS 7D MARK Ⅱ「CELLO」』（監督)
- 映画『楽園追放 -Expelled from Paradise-』（カットアニメーション制作・コンポジット）

2015年
- 映画『春子超常現象研究所』 (VFX制作・予告編制作
- TVアニメ『謎新聞ミライタイムズ シャキーン!コーナー』（アニメーションパート）
- CM『アルファスグループ』 (クレイアニメーション制作)
- TVアニメ『ベイビーステップ 第2シリーズ』（CGパート）
- WEBアニメ シルバニアファミリー『先生、だいすき!』『まてまて、ふうせん』の2話(アニメーション・コンポジット)
- WEBアニメ『「ぽすくま」のアニメーション「おつきさまへのおてがみ」』（監督・演出・絵コンテ・モデリング・アニメーション・コンポジット)
- TVアニメ『いとしのムーコ』(アニメーション・コンポジット)

2016年
- TVアニメ 『NHKドキュメンタリー 島耕作のアジア立志伝』(絵コンテ・アニメーション・コンポジット)
- MV amazarashi 『多数決』(モデリング・アニメーション・コンポジット)
- MV 酸欠少女 さユりMV『来世で会おう』『それは小さな光のような』(モデリング)
- MV『ノンタンたいそう』(監督・演出・コンテ・アニメーション)
- TVアニメ『ねこねこ日本史』（絵コンテ・アニメーション・コンポジット）
- TVアニメ『ラララ ララちゃん』(各話演出・アニメーション・コンポジット)
- WEBアニメ『「ぽすくま」のアニメーション「かわいいラブレター」』（監督・演出・絵コンテ・モデリング・アニメーション・コンポジット)
- TVアニメ『にゃんぼー!』(アニメーション)
- CM『サマージャンボ宝くじ2016 (TOKYO MX版)』(演出・制作・モデリング・アニメーション・エフェクト・コンポジット)
- CM『VOICES tilt-six Remix feat. Miku Hatsune』(キャラクターモデリング)
- WEBアニメ『ぽすくまポッスー!ダンス』(監督・演出・絵コンテ・モデリング・アニメーション・コンポジット)
- CM『大和ハウス』(クレイアニメーション制作)

2017年
- TVアニメ『チェインクロニクル 〜ヘクセイタスの閃〜の閃〜』(キャラクターモデリング)
- 映画『結城友奈は勇者である -鷲尾須美の章-　第1章「ともだち」』(3DCG監督・モデリング・アニメーション)
- 映画『結城友奈は勇者である -鷲尾須美の章-　第2章「たましい」』(3DCG監督・モデリング・アニメーション)
- 映画『結城友奈は勇者である -鷲尾須美の章-　第3章「やくそく」』(3DCG監督・モデリング・アニメーション)
- PV『オフロードガールズ』(3D監督・モデリング・アニメーション)
- ゲーム『マグナとふしぎの少女』(演出・モデリング・アニメーション・エフェクト・コンポジット)
- CM『ペネロペ「プラス糀 糀甘酒 緑の丘篇」』(演出・アニメーション制作)
- WEBアニメ『「ぽすくま」のアニメーション「ドキドキのごあいさつ」』(監督・演出・絵コンテ・モデリング・アニメーション・コンポジット)
- TVアニメ『うっかりペネロペ 第4シリーズ』(演出・絵コンテ・アニメーション制作)
- TVアニメ『結城友奈は勇者である -鷲尾須美-』(3DCG監督・モデリング・アニメーション)
- CM『百雀羚×洛天依』(キャラモデリング・アニメーション)
- CM『VS SAMURAI羅兎薔薇』(モンスターモデリング)
- TVアニメ『結城友奈は勇者である -勇者の章-』(3DCG監督・モデリング・アニメーション)

2018年
- TVアニメ『うちのウッチョパス』(監督・アニメーション・コンポジット)
- TVアニメ『フルメタル・パニック! Invisible Victory』(アニメーション)
- MV『Bilibili Macro Link-VISUAL RELEASE × VSINGER LIVE 2018』(モデリング・アニメーション・コンポジット)
- 映画『ポノック短編劇場 ちいさな英雄-カニとタマゴと透明人間-』（オープニング・エンディング制作）
- WEBアニメ『「ぽすくま」のアニメーション「ともだちっていいね」』(監督・演出・絵コンテ・モデリング・アニメーション・コンポジット)
- 映画『フリクリ プログレ』（3DCG監督・モデリング・アニメーション）
- MV 战斗吧歌姬！OP曲『Pre-STAR』MV（コンポジット）
- CM『洛天依×ネスカフェ就这样Shining』（モデリング・アニメーション・コンポジット）

2019年
- オリジナル『Captain Bal』（企画・監督・制作全般・モデリング・アニメーション・コンポジット）
- 映画『LAIDBACKERS-レイドバッカーズ-』(3DCG監督・モデリング・アニメーション制作)
- WEBアニメ『「ぽすくま」のアニメーション「はしれ！かぜのように」』(監督・演出・絵コンテ・モデリング・アニメーション・コンポジット)
- TVアニメ『かいじゅうステップ ワンダバダ』（演出・絵コンテ・モデリング・アニメーション制作）
- TVアニメ『GRANBLUE FANTASY The Animation Season2』（3DCG監督・モデリング・アニメーション制作）
- 映画『BLACKFOX』（3DCG監督・モデリング・アニメーション制作）
- PV『RABBIDS SHORT STORIES「Love At First Bite」』（監督・モデリング・アニメーション制作）

2020年
- WEBアニメ『しまじろう3DCGエディション』(監督・演出・デザイン・CGディレクション)
- MV『アイ★チュウ「マジカル LOVE ポーション！」』（モデリング・アニメーション制作）
- PV『キックフライト』（企画・演出・アニメーション制作）
- WEBアニメ『「ぽすくま」のアニメーション「じゃむひめさまのたんじょうび」』(監督・演出・絵コンテ・モデリング・アニメーション・コンポジット)
- PV『TWIN OBAKE 白黒オバケ』（3DCG監督・モデリング・アニメーション）
- PV『HYBRID』モデリング・アニメーション制作
- 映画『えんとつ町のプペル』（レイアウト・アニメーション・レンダリング）

2021年
- CM『UKK 植田基工株式会社「-Road」「-Life」』（監督・演出・絵コンテ・モデリング・アニメーション制作）
- オリジナル『Chiruta』（企画・監督・制作全般・モデリング・アニメーション・コンポジット）
- MV『nonoc「ヒトリイロ」』（キャラアニメーション）
- TVアニメ『サバイバルエンジン シャキーン!コーナー』（監督・演出・絵コンテ・アニメーション制作）
- CM『花王 クイックルJoan』（キャラアニメーション）
- WEBアニメ『「ぽすくま」のアニメーション「アイラブアリス」』(監督・演出・絵コンテ・モデリング・アニメーション・コンポジット)
- TVアニメ『結城友奈は勇者である -大満開の章-』（3DCG監督・モデリング・アニメーション）
- TVアニメ『チキップダンサーズ』（アニメーション制作）
- TVアニメ『「ビルディバイド -#000000-」エンディング映像』（モデリング・アニメーション制作）
- ゲーム『新・学園RPG「モナーク／Monark」』（ゲーム内ムービー監督・演出・絵コンテ・モデリング・アニメーション制作）
- 映画 『映画 すみっコぐらし 青い月夜のまほうのコ』（アニメーション制作）

2022年
- CM『ホームズくん「結婚したら収納が足りない」篇 LIFULL HOME’S 』（モデリング・アニメーション制作）
- CM『不二家ミルキー 「いやしのミルキー篇」』(モデル・アニメーション・コンポジット)
- TVアニメ『群青のファンファーレ』(CGアニメーション制作）
- PV『Sunny Side Up』(企画・プロデュース)
- MV『リカちゃんと一緒に踊ろう！にじキュンカールリカちゃん』（デザイン・モデリング・アニメーション制作）
- WEBアニメ『ちびちびうさまる』（アニメーション制作）
- WEBアニメ『教材カードアニメ VALUE』(監督・演出・絵コンテ・モデリング・アニメーション・コンポジット)
- CM『「ディグダのやさしいTシャツ」コンセプトムービー』（レイアウト・アニメーション制作）
- CM『パワプロ』広告動画クロス新宿ビジョン（アニメーション制作）
- 映画 『映画 ざんねんないきもの事典』（演出・コンテ・モデリング・アニメーション・コンポジット）
- 映画 『TANG タング』（ＶＦＸ制作協力・タングアニメーション・マッチムーブ・レンダリング・一部コンポジット）
- WEBアニメ『「ぽすくま」のアニメーション「ぽすとーすとのパパとのやくそく」』(監督・演出・絵コンテ・モデリング・アニメーション・コンポジット)
- 映画 『映画 デリシャスパーティ♡プリキュア 夢みる♡お子さまランチ!』（アニメーション制作・コンポジット）
- TVアニメ『チキップダンサーズ 第2期』（アニメーション制作）
- WEBアニメ『ダッくんダック シーズン1』(監督・演出・絵コンテ・モデリング・アニメーション・コンポジット)

2023年
- 映画『シン・仮面ライダー』(CG・VFX制作)
- WEBアニメ『カビゴンが寝てるだけ〜ライブASMR〜』(アニメーション制作)
- WEBアニメ『「ぽすくま」のアニメーション「おいしいあき だいすき！」』(監督・演出・絵コンテ・モデリング・アニメーション・コンポジット)
- TVアニメ『チキップダンサーズ 第3期』（アニメーション制作）
- 映画『映画 すみっコぐらし ツギハギ工場のふしぎなコ』（アニメーション制作）
- WEBアニメ『あんさんぶるスターズ！！追憶セレクション「クロスロード」』(アニメーション協力)
- 映画『劇場版 シルバニアファミリー フレアからのおくりもの』(CGアニメーション制作)

2024年
- TVアニメ『最強王図鑑 The Ultimate Battles』(絵コンテ・演出)
- WEBアニメ『アニエホン「はりねずみのルーチカ」』(監督・演出・アニメーション制作)
- WEBアニメ『「ぽすくま」のアニメーション「ぼすみるくからのえてがみ」』(監督・演出・絵コンテ・モデリング・アニメーション・コンポジット)
- WEBアニメ『うさまるのぽかぽかおでん 〜うさまるおでんダンス〜』（アニメーション制作）

2025年
- TVアニメ『UniteUp! -Uni:Birth-』(アニメーション制作)